# FN EVOLYS
FN EVOLYS — единый пулемёт, разработанный компанией FN Herstal, под патроны 5,56×45 мм НАТО и 7,62×51 мм НАТО. Выпускается с 2021 года. EVOLYS был разработан, чтобы уменьшить вес и улучшить эргономику по сравнению с другими пулемётами, такими как FN Minimi.

## История
22 апреля 2021 года FN Herstal выпустила тизер-трейлер под названием «Новая глава начинается», где был представлен новый пулемёт. 6 мая компания FN Herstal выпустила 20-минутный рекламный ролик, в котором обсуждается новый дизайн, включая его технические аспекты, и раскрывая его название: EVOLYS. В сентябре 2021 года EVOLYS был впервые представлен публике на выставке DSEI в Лондоне. В том же месяце началось его предварительное производство.

## Дизайн
EVOLYS был разработан с нуля для использования в городских условиях, которые стали более распространенными и предъявляют особые требования. EVOLYS был разработан для увеличения огневой мощи, которую мог бы обеспечить один солдат. Переводчик режимов огня предоставляет возможность выбора между полуавтоматическим и полностью автоматическим режимами огня. В EVOLYS используется механизм боковой подачи с лентой под углом 45°, который полностью двусторонний, а все элементы управления доступны с обеих сторон, из-за чего его можно заряжать всего одной рукой.
Стрельба ведётся с открытого затвора. Единственная направляющая для аксессуаров, встроенная в верхней части ствольной коробки, позволяет устанавливать различную оптику. В предыдущих конструкциях пулеметов приходилось использовать несколько планок, которые не были неотъемлемой частью ствольной коробки, что усложняло крепление и использование оптики. Точно так же из-за более широкого использования глушителей EVOLYS был спроектирован так, чтобы иметь возможность постоянно устанавливать глушитель, не влияя на характеристики оружия.
EVOLYS был сконструирован с использованием 3D-печати и полимеров, что помогло уменьшить его вес до 5,5 кг. EVOLYS на 30 % легче других ручных пулемётов, таких как FN Minimi. EVOLYS выпускается под патроны 5,56 × 45 мм и 7,62 × 51 мм, а варианты под 6,5 мм Creedmoor и .260 Remington разрабатываются для потенциального использования спецподразделениями.

## Страны-эксплуатанты
- Франция: Отряды специального назначения[13][14]
- Великобритания: Проходит испытания Британской армии[13][14]